# Хасанова Лілія Рифатівна
Лілія Рифатівна Хасанова (рос. Лилия Рифатовна Хасанова; нар. 8 травня 1987, Москва) — російська акторка кіно та театру.

## Життєпис
Лілія Хасанова народилася 8 травня 1987 року в Москві. У 2008 році вона стала студенткою Всеросійського державного університету кінематографії імені С. А. Герасимова (ВДІК).
2012 року закінчила ВДІК (майстерня Олександра Михайлова).
Акторка Театру Сергія Безрукова.
У 2010 році Лілія Хасанова дебютувала у кіно, знялась у стрічці «Неведимки».

## Театральні роботи
Дипломні вистави
- «Рядові» — Люська
- «Зойчина квартира» — Манюшка
- «У пошуках радості» — Віра
- «Ідіот» — Аглая

Театр Сергія Безрукова
- «Пушкін» — Віра Нащьокіна

## Фільмографія
| Рік  |   | Українська назва                      | Оригінальна назва                 | Роль                         |
| ---- | - | ------------------------------------- | --------------------------------- | ---------------------------- |
| 2010 | с | «Невидимки»                           | Невидимки                         | Оксана, секретарка           |
| 2012 | с | «Чемпіонки»                           | Чемпионки                         | Саша Самадхі, головна роль   |
| 2013 | с | «Таємниці інституту шляхетних дівчат» | Тайны института благородных девиц | Ліла                         |
| 2014 | ф | «Москва – Лопушки»                    | Москва – Лопушки                  | Анфіса, бібліотекарка        |
| 2014 | ф | «Я буду чекати тебе завжди»           |                                   | Олена Строгова, головна роль |